# Конотопская ведьма
«Конотопская ведьма» — реалистическо-сатирическая повесть украинского писателя Григория Квитки-Основьяненко, написанная им в 1833 году.

## Сюжет
Сюжет повести — сложная интрига, объединяющая несколько сюжетных линий.
Конотопский сотник Никита Забрёха (укр. Микита Забрьоха) должен был участвовать в Черниговском походе со своей сотней, но писарь Пистряк, который сам хотел стать сотником, обманул Забрёху. Он убедил Никиту Уласовича, что в Конотопе есть дела поважнее. Этим важным делом оказалась охота на ведьм.
Они начали «проверять» женщин водой: кидать их в глубокую речку, та, что не утонет, — ведьма. Явдоха Зубыха оказалась ведьмой.
Она решила наказать сотника и писаря. Вместо того, чтоб поженить сотника с хорунжевной Еленой (Оленою), как и обещала, поженила его с кривой и рябой девкой Солохой, а писаря с бедной девушкой (наймичкою). Елена же вышла замуж за Демьяна, которого любила, однако их брак не был счастливым, так как он был заключён благодаря чарам Явдохи.

## Дополнительная информация
- В одном из писем писатель утверждал, что повесть написана на основе народных рассказов и реального факта утопления ведьм.
- Произведение состоит из 14 частей и «закинчения» (окончания).
- Каждая глава повести начинается словами «грустный и невесёлый» (смутный и невесёлый; укр. смутний і невеселий).

## Адаптации
- В 1990 году по мотивам повести был снят фильм «Ведьма» (реж. Галина Шигаева).